# Музей хлеба (Переяслав)
Музей хлеба — музей в городе Переяслав Киевской области на Украине, в котором собрана информация о земледельческой деятельности за многие века. Музей хлеба входит в состав Национального историко-этнографического заповедника «Переяслав».

## История
Музей хлеба был открыт в 1984 году в Переяславе-Хмельницком по инициативе директора историко-культурного заповедника Михаила Ивановича Сикорского. Такая идея возникла после того, как М. И. Сикорский посетил Всесоюзное совещание директоров музеев в 1982 году. Михаил Сикорский решил создать профильный Музей хлеба, по материалам и экспозициям которого можно было бы составить картину про развитие отечественного хлебного производства и выпечки хлеба в давние времена.
Когда началась подготовка к созданию Музея хлеба в Переяславе, В. Д. Кармазин в Киеве заявлял, что у него была такая же идея открыть подобный музей в Киеве. Он обратился в Совет министров Украины с ходатайством о поддержке инициативы о создании киевского музея хлеба. Весной 1984 года в Переяслав-Хмельницкий приехала комиссия для оценки возможностей переяславского музей. Если бы она была негативной, экспонаты могли передать в Киев для использования их при создании другого музея. На момент визита комиссии был готов основной павильон для демонстрации экспозиций, тематико-экспозиционный и структурный планы музея, некоторые экспонаты, среди которых были сельскохозяйственные орудия труда, емкости для изготовления и хранения хлеба. В киевском музее на то время было только 36 экспонатов, среди которых большинство — фотографии и фотокопии. В июне 1984 года началось создание экспозиции Музея хлеба. Через 5 месяцев музейная экспозиция была полностью готова.
На баланс заповедника было передано полуразрушенное помещение церкви из села Малая Каратуль Переяслав-Хмельницкого района. В мае 1982 года бригада за 4 дня разобрала и привезла в музей строение бывшей церкви. Все ее элементы, которые заняли 600 м² экспозиционной площади, были вывезены силами заповедника. Для перевозки отдельных частей использовались механические средства, в частности подъемные краны.
Территория музейного комплекса составляет около 2,5 гектар. На ней расположен павильон с основной экспозицией, которая занимает 600 квадратных метров и состоит из 6 залов. В музейный комплекс также входит дом крестьянина-земледельца, ветряная мельница, три кладовых для хранения зерна, мастерская, в которой проходило изготовление и насечка жерновых камней, открытая площадка для демонстрации техники, используемой в сельском хозяйстве в конце XIX-начале XX века. Среди технических устройств представлены: коллекция плугов, механизированный молотильный ток, почвообрабатывающие орудия труда, военно-полевая пекарня, «АН-2», грузовые машины, зерноуборочные машины.
Экспозиция музея насчитывает приблизительно 3 тысячи экспонатов. В числе экспонатов керамическая посуда, которая использовалась для хранения зерновых и приготовления блюд, орудия труда, которые использовали земледельцы, коллекция реликтовой пшеницы, хлебопекарные изделия, фото материалы, разные произведения, которые связаны с тематикой земледелия.
Музей состоит из 15 тематических разделов. Они составлены в хронологической последовательности, которая позволяет максимально полно раскрыть этапы развития земледелия и выпечки хлеба. В них представлена детальная информация по технологическим процессам, последовательность выполнения земледельческих работ крестьянской семьей на протяжении годового цикла, показаны условия быта семьи земледельцев XIX века. В экспозиции музея есть информация о происхождении зерновых культур, селекции зерновых культур, технологий выпечки хлеба в домашних условиях, традициях, связанных с использованием хлеба и зерна в украинском быту, обычаях народа.

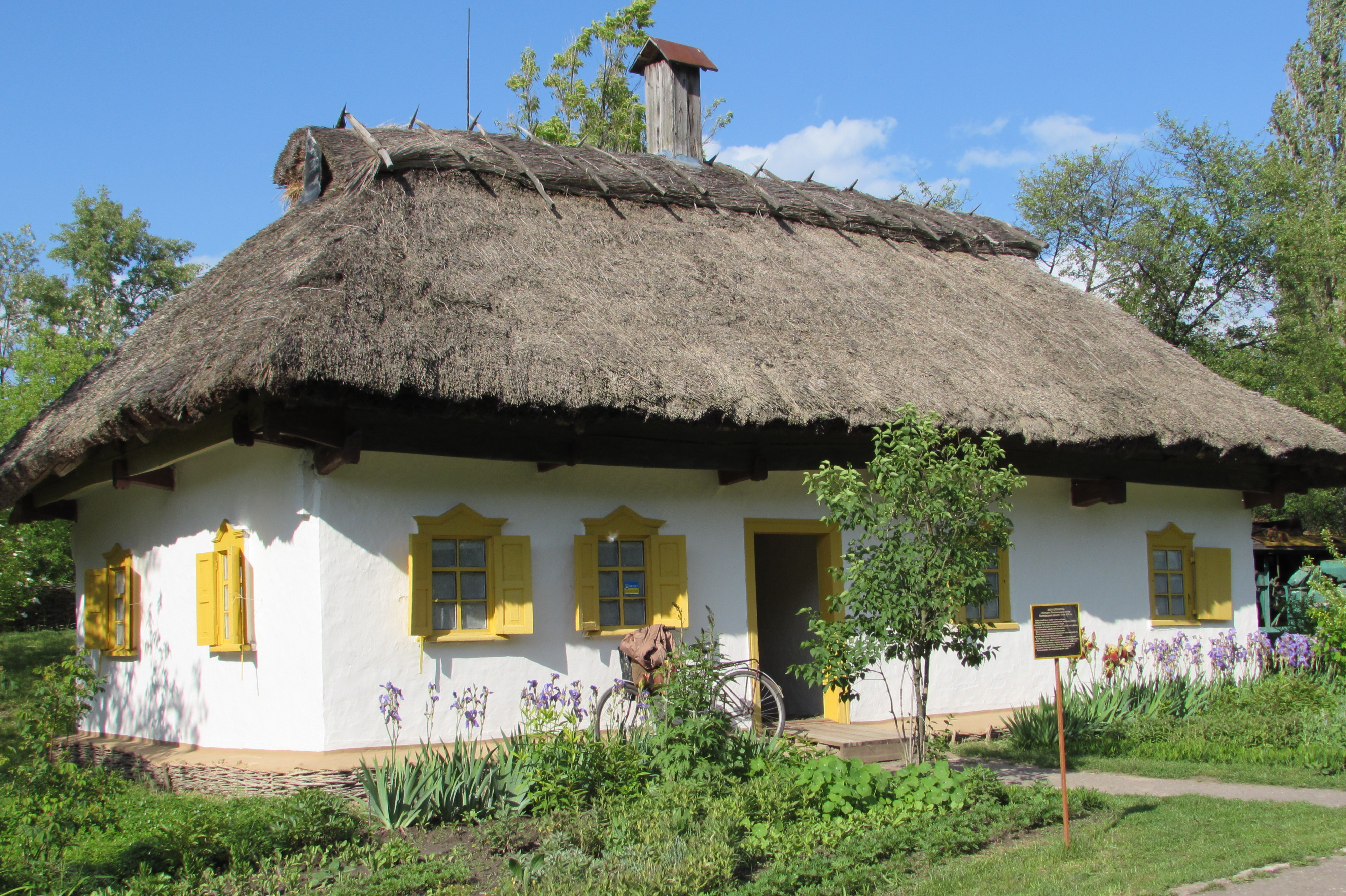
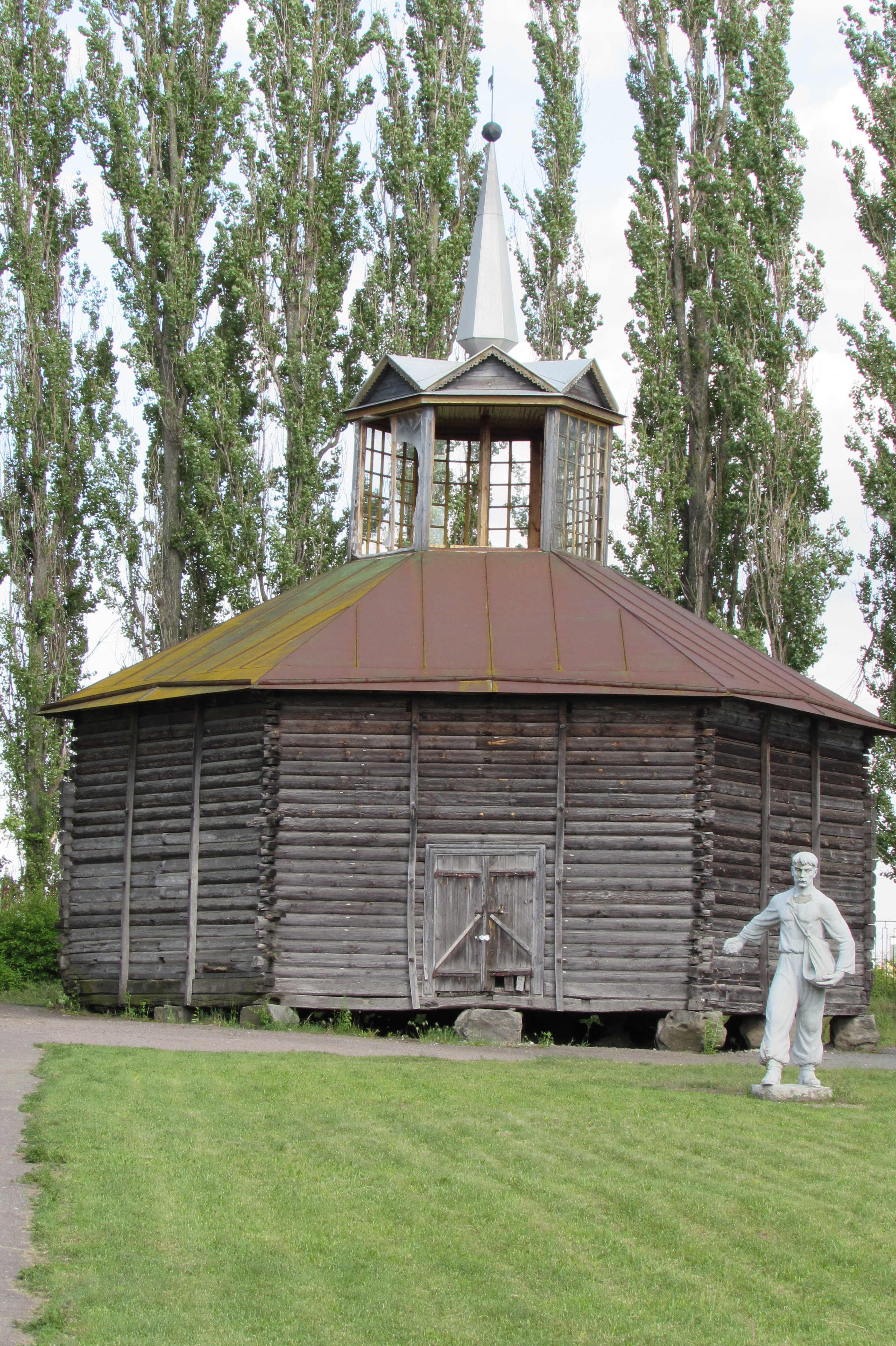
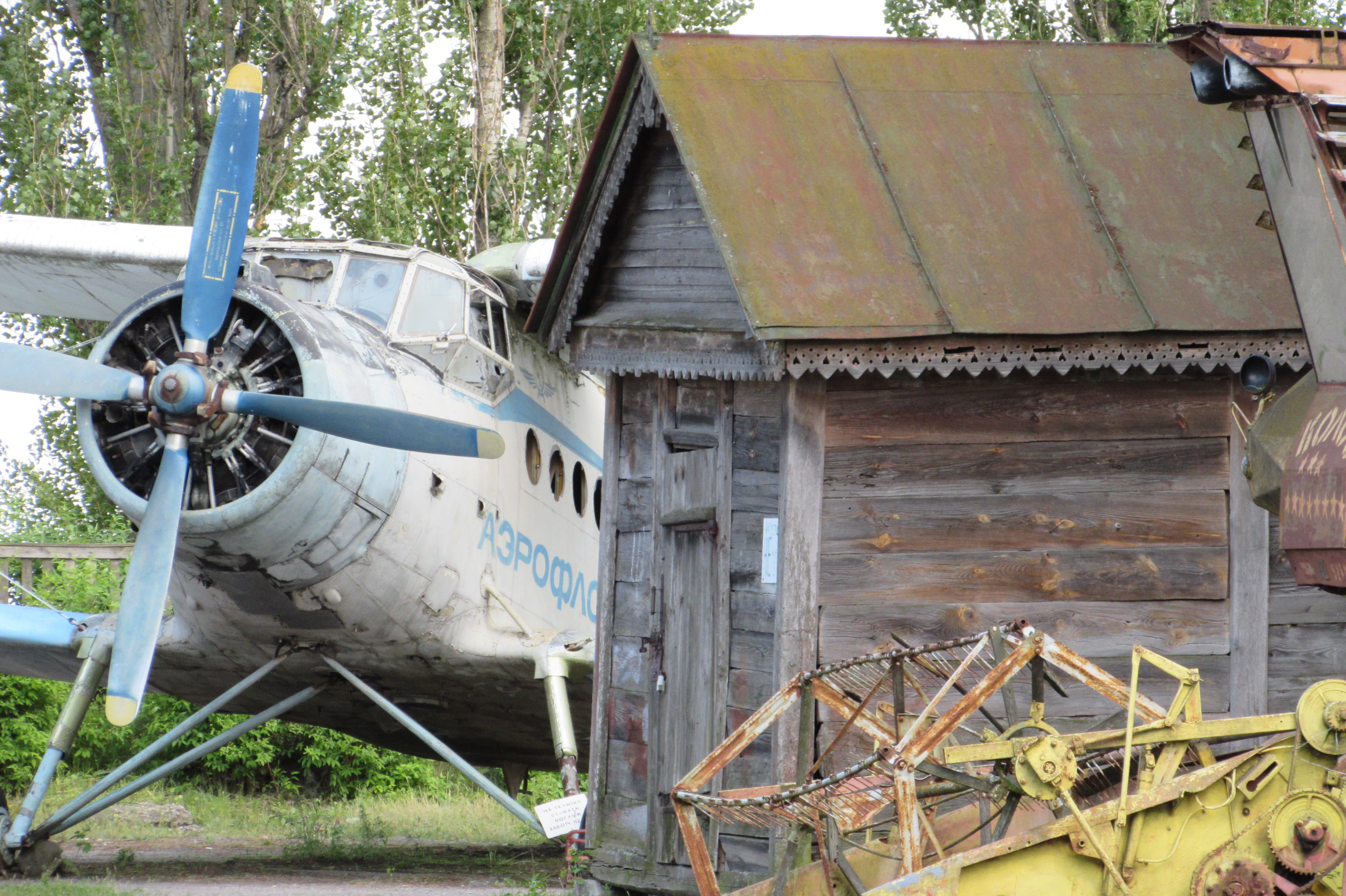
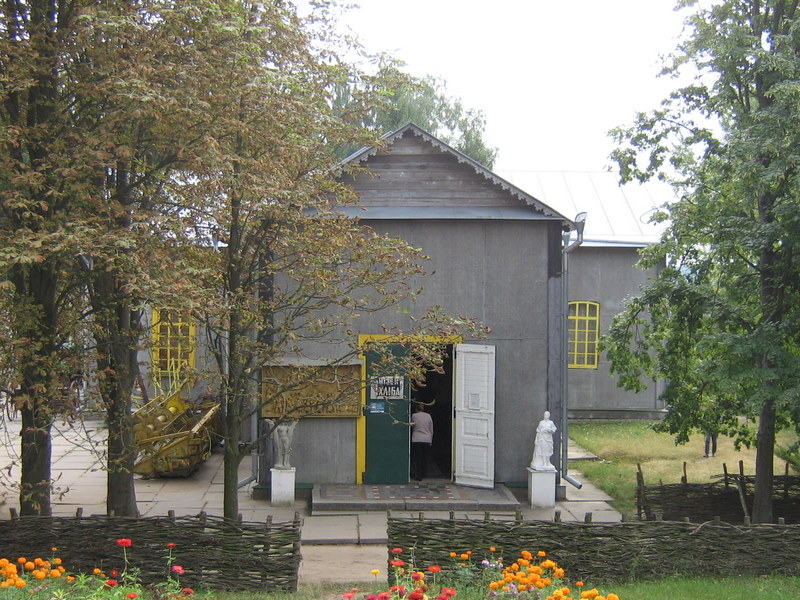
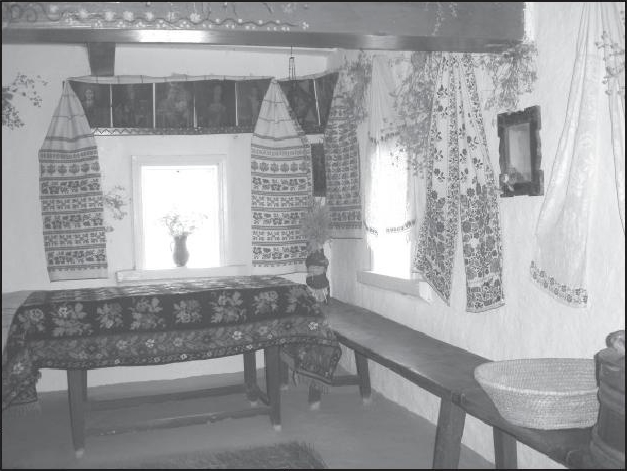
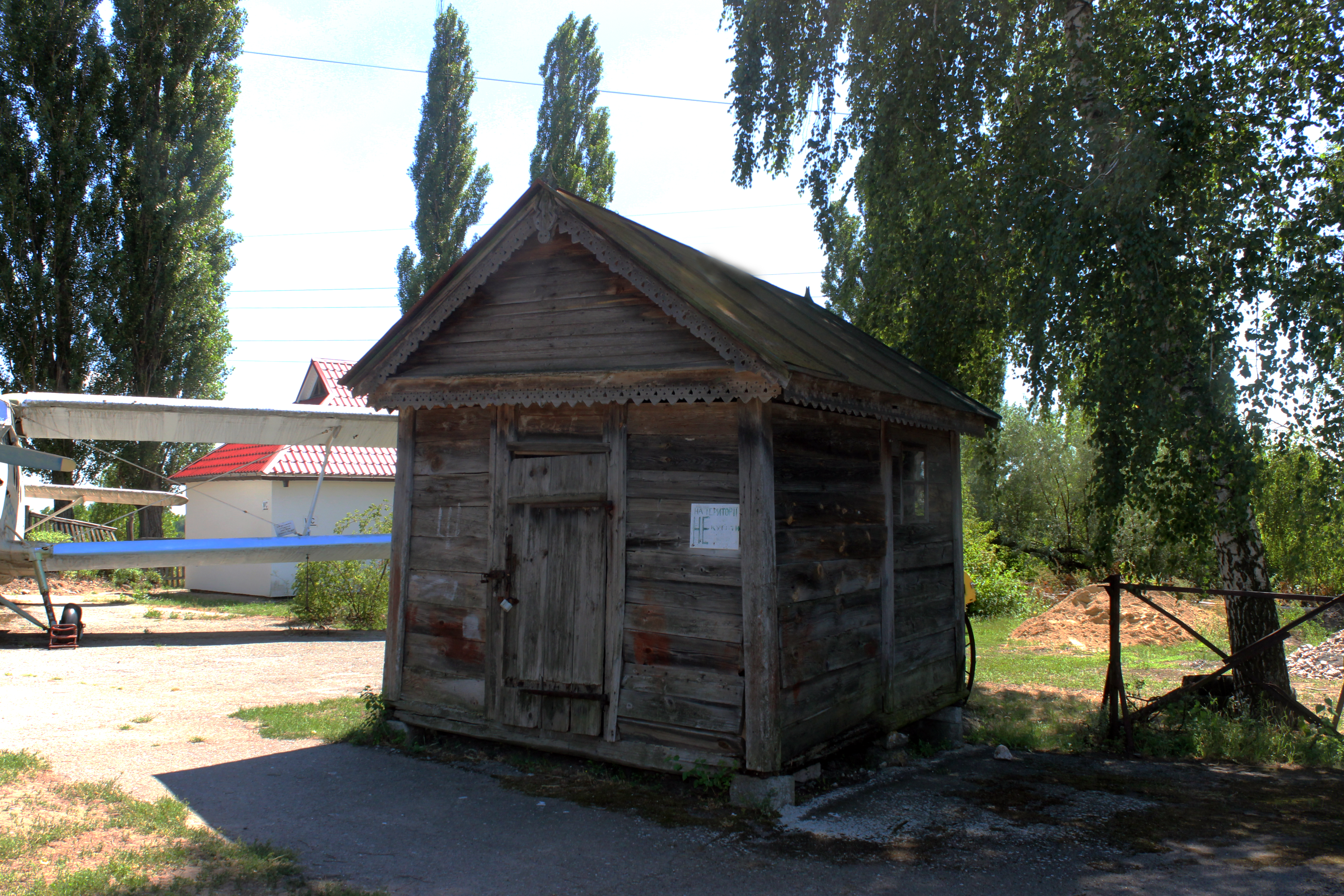
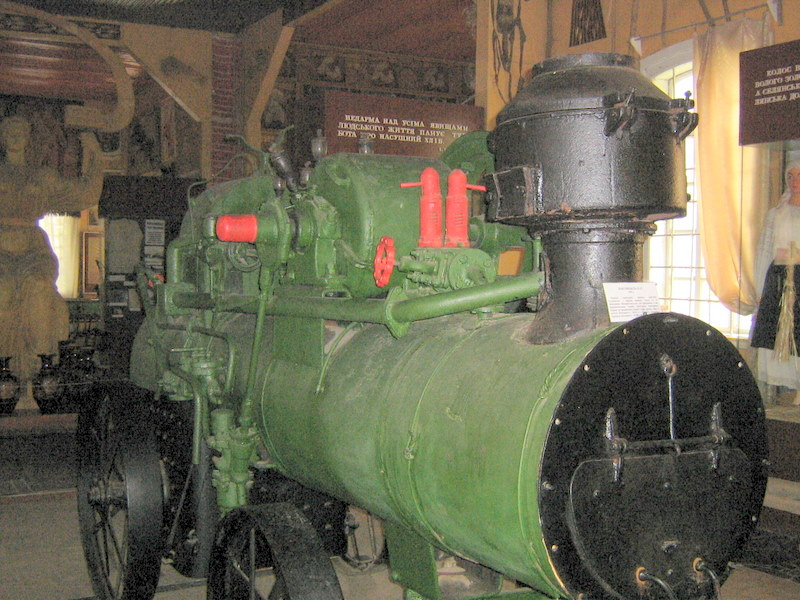
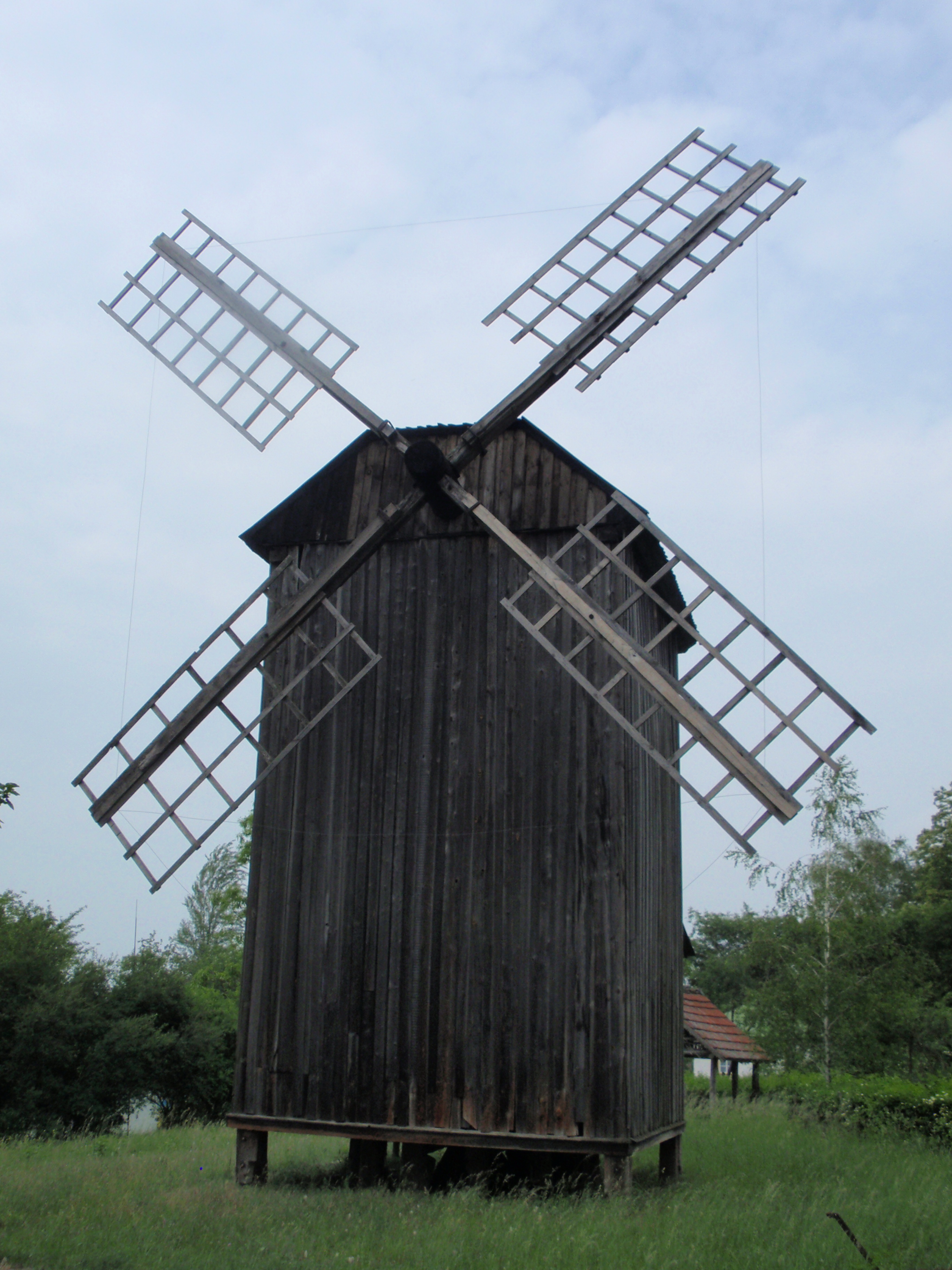
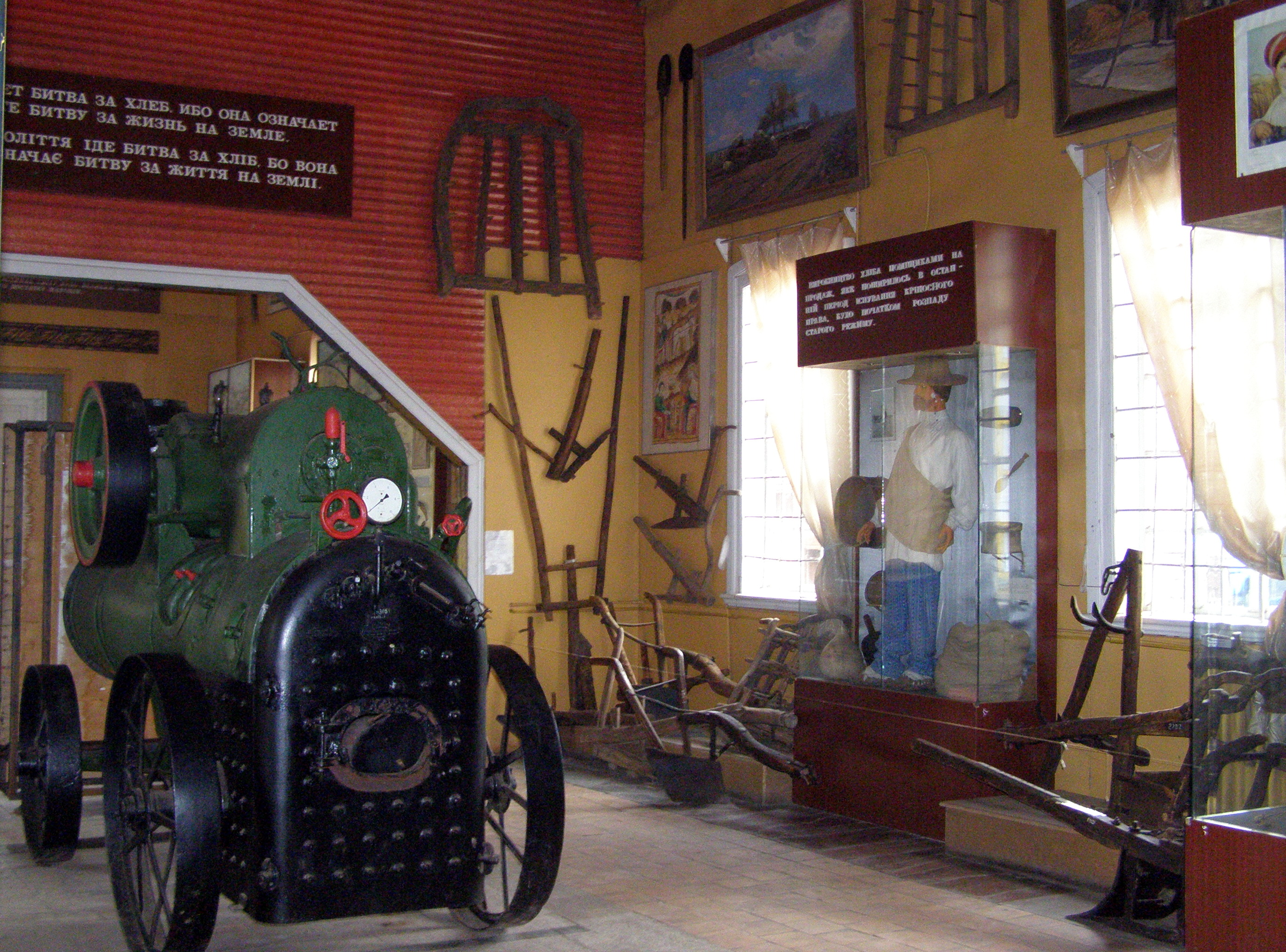
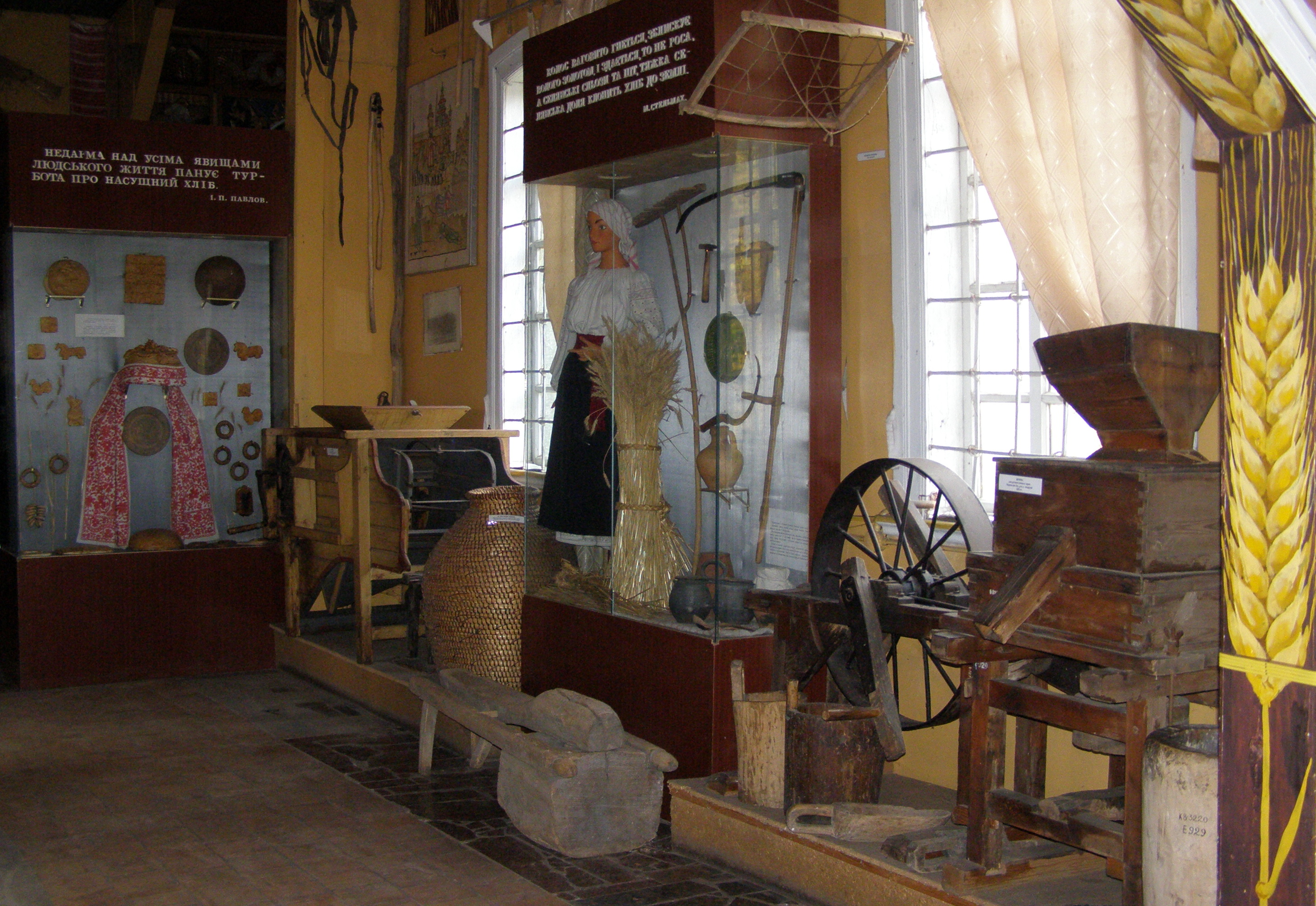
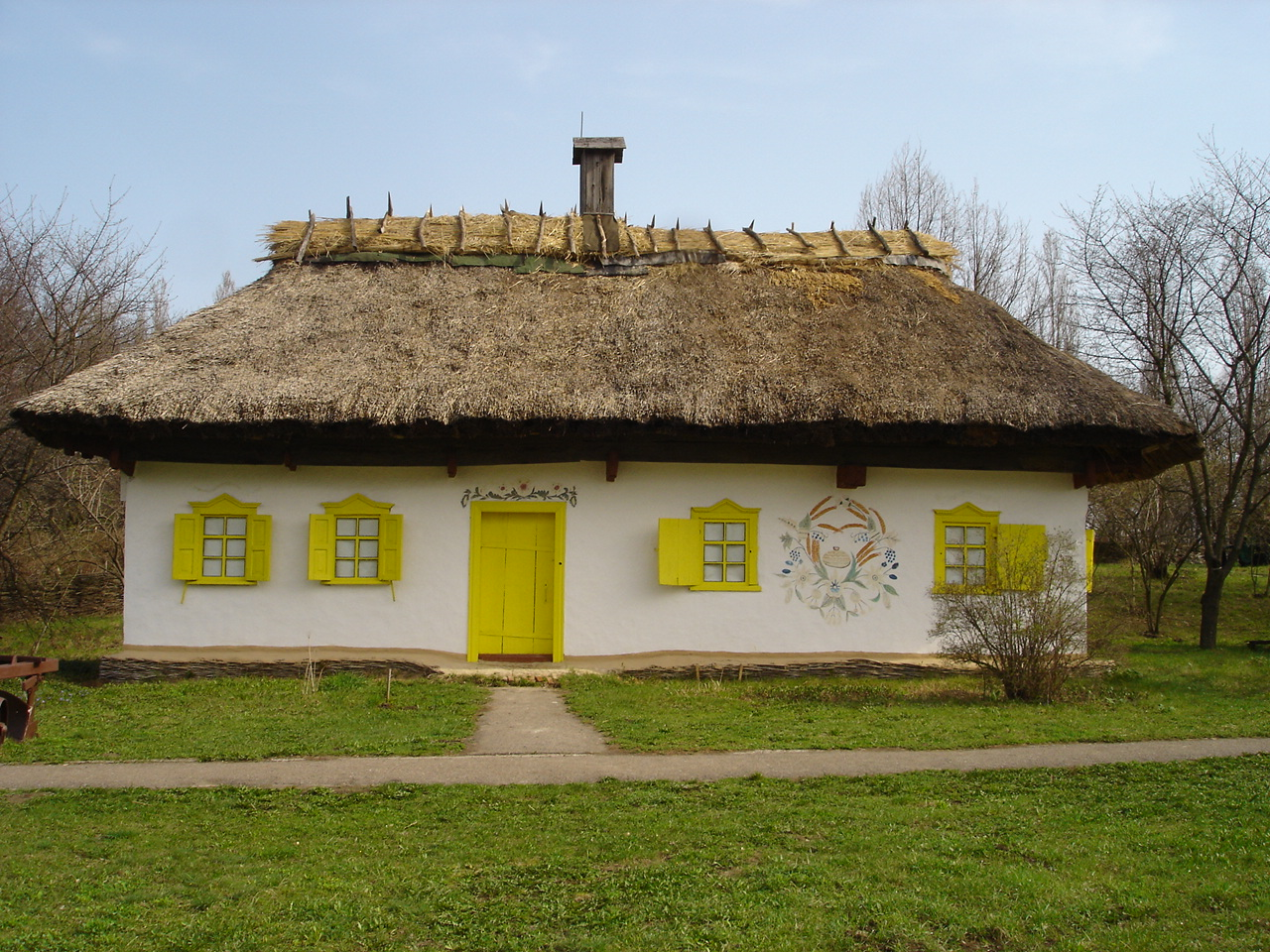
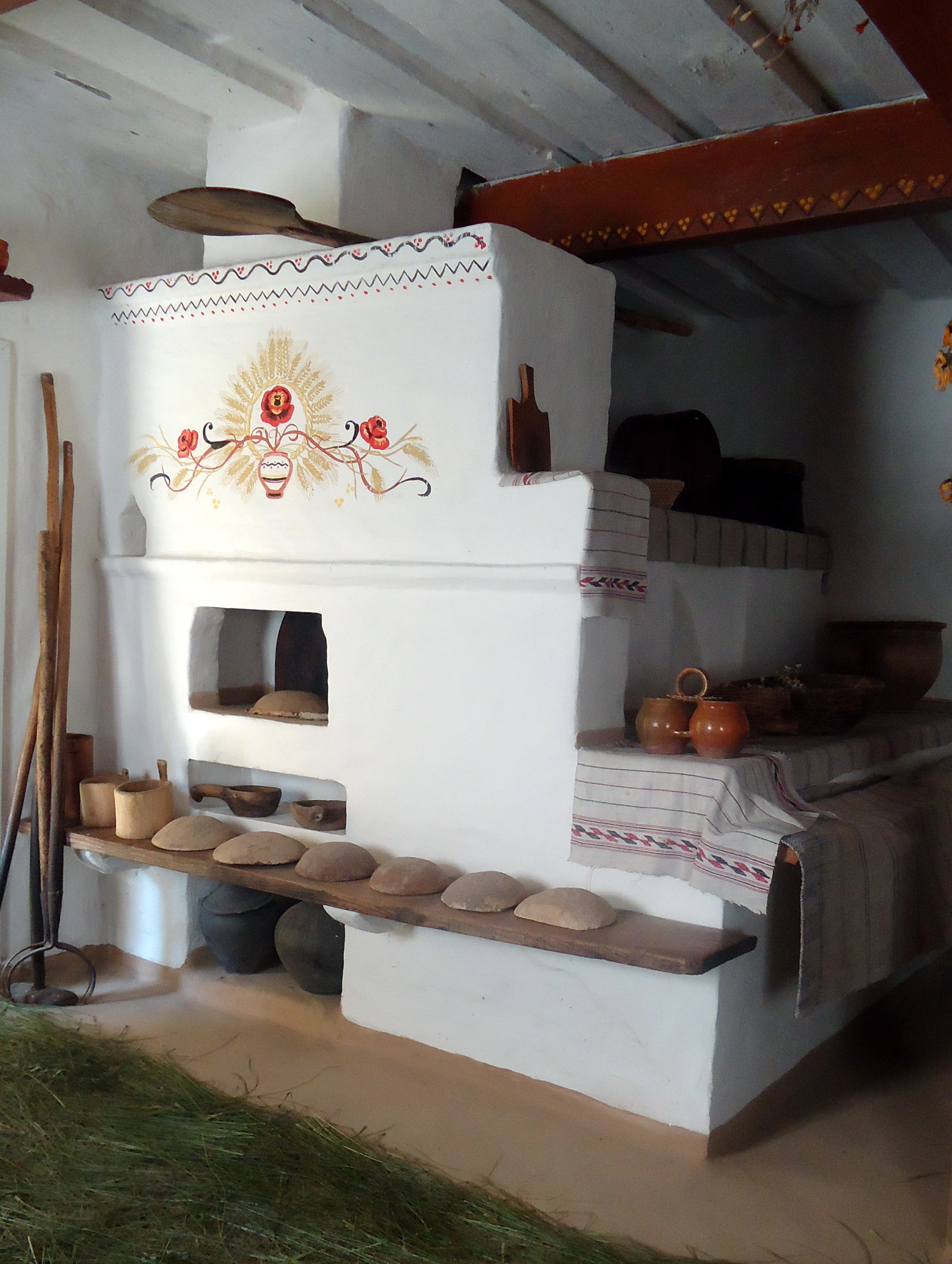